# Chromacilla igneicollis
Chromacilla igneicollis är en skalbaggsart. Chromacilla igneicollis ingår i släktet Chromacilla och familjen långhorningar.

## Underarter
Arten delas in i följande underarter:
- C. i. igneicollis
- C. i. tricolor
- C. i. lamprodera
- C. i. prolixa